# Fritz Grösche
Fritz Grösche (* 3. Oktober 1941; † 24. Oktober 2010) war ein deutscher Fußballspieler und -trainer, der unter anderem den TuS Schloß Neuhaus in der 2. Fußball-Bundesliga trainierte.

## Karriere
Grösche spielte in der Oberliga West für den SV Sodingen. Am 6. November 1960 debütierte er beim 2:1 gegen Rot-Weiss Oberhausen für Sodingen in der Oberliga West. Zwischen 1960 und 1962 bestritt er 16 Spiele in der Oberliga West für Sodingen, in denen er 1 Tor schoss. 1962 stieg er mit Sodingen aus der Oberliga ab. Bei Westfalia Herne in der Fußball-Regionalliga West absolvierte Grösche von 1965 bis 1968 für die Mannschaft vom Stadion am Schloss Strünkede 53 Ligaspiele und erzielte dabei vier Tore. In den ersten zwei Runden lernte er dabei die Trainerarbeit von Herbert Burdenski an der Seite der Mitspieler Wolfgang Scheid, Kurt Gehlisch, Friedhelm Dick, Günter Graetsch, Gerd Knoth und Horst Wandolek kennen. Nach seiner dritten Regionalligasaison, 1967/68, stieg Westfalia mit Trainer Fritz Pliska als Tabellenvorletzter in das Amateurlager ab. Der zumeist Halbstürmer und Außenläufer spielende Grösche war auch noch bei Minden 05 in der Verbandsliga aktiv, wohin ihn Hans Labjuhn nach dem Aufstieg der Mindener 1969 in die Verbandsliga Westfalen holte. Ebenfalls war er beim SV Sodingen als Spieler aktiv, ehe er nach seiner aktiven Karriere einige Vereine aus Ostwestfalen coachte. Grösche war der erste Trainer des 1978 gegründeten Fusionsklubs FC Gütersloh.  Mit TuS Schloß Neuhaus stieg er 1982 in die 2. Fußball-Bundesliga auf und arbeitete dort auch in der Vorrunde 1982/83 als Zweitligatrainer. Seine weiteren Stationen waren Arminia Bielefeld, Ahlener SV, SpVg Beckum, FC Gütersloh (hier arbeitete er auch als Sportlicher Leiter und Teamchef), SC Paderborn 07 und der SC Verl. Beim Sportclub war er gleich dreimal unter Vertrag und führte das Team in die seinerzeit drittklassige Oberliga.
Grösche galt als knallharter, aber stets fairer Trainer. So trug er den Beinamen „Der eiserne Fritz“. Trotz einer Krebserkrankung und einer später folgenden Herzoperation verfolgte er weiterhin das Geschehen im Fußball. Grösche zählt zu den erfolgreichsten Trainern der Region.